# Riccardo Montolivo
Riccardo Montolivo (18. leden 1985, Caravaggio, Itálie) byl italský fotbalový záložník naposled hrající za Milán . Byl i reprezentantem Itálie.

## Kariéra

### Klubová

#### Atalanta
Ve věku 8 let si jej všimla Atalanta, která ho zařadila do svého mládežnického týmu. Svůj první zápas za dospělé odehrál 11. září 2003 ve věku 18 let proti Piacenze (0:0). Svůj první branku vstřelil 7. prosince 2003 v domácím zápase proti Bari (2:0). Ve své první sezoně tak odehrál celkem 42 utkání a díky jeho 4 brankám slavil s klubem postup.
V následující sezoně hrál již v nejvyšší lize a první utkání odehrál 12. září 2004. První branku vstřelil 29. října 2004 v domácím zápase proti Cagliari (2:2). Celkem v sezoně odehrál 38 utkání a vstřelil 3 branky. Jenže s klubem obsadil poslední sestupovou příčku.

#### Fiorentina
V srpnu 2005 byl prodán do Fiorentiny jako spoluvlastnictví. Po první sezoně, kde vstřelil jednu branku z celkem 24 utkání. Byl vykoupen zcela z Atalanty.
V následující sezóně byl již členem týmu v základní sestavě. I když fialky obdrželi 15 trestných bodů za korupci, obsadili místo v poháru UEFA. V sezoně 2007/08 s klubem obsadil 4. místo a zajistil si účast v LM. V poháru UEFA pomohl dokráčet do semifinále, kde oba zápasy skončili 0:0. Penalty skončily pro fialky prohrou s Rangers.
Sezona 2008/09 byla premiérová v LM. Předkolo se Slavií sice nehrál, ale po postupu do základní skupiny odehrál všech šest zápasů, ve které skončil na 3. místě a tak byli připuštěni do Poháru UEFA, kde byli okamžitě vyřazeni Ajaxem. V lize se vstřelil 4 branky a pomohl tak opět 4. místu z pozvánkou do LM.
Sezónu 2009/10 zahájil opět předkolem LM, kde pomohl vyřadit Sporting. První branku v Lize mistrů vstřelil 4. listopadu 2009 proti Debrecinu (5:2). Fialky postoupili ze skupiny, jenže hned byli vyřazeny Bayernem v osmifinále. V lize se lednu 2010, po odchodu kapitána Dainelliho se stal kapitánem týmu. S týmem skončil v lize na 11. místě.
Sezóna 2010/11 začala malým problémem s kotníkem, který utrpěl na MS 2010. Nehrál celkem měsíc a půl, ale pomohl klubu obsadit 9. místo v lize. Na začátku sezóny 2011/12 definitivně sdělil vedení fialek, že nechce prodloužit smlouvu, která vyprší v roce 2012. Důvodem tohoto rozhodnutí byla touha hrát v týmu větším klubu. Trenér mu odebral kapitánskou pásku, ale své místo v sestavě měl. Poslední sezona v klubu skončila špatně, protože v lize se umístil na 13. místě, což byl nejhorší umístění za jeho sedm let v klubu. Za fialky nastoupil celkem do 261 utkání a vstřelil 19 branek.

#### Milán
Dne 17. května 2012 oznámil odchod k Rossoneri, kde podepsal čtyřletou smlouvu. První utkání odehrál 26. srpna proti  UC Sampdoria|Sampdorii (0:1). První branku vstřelil 30. října během remízového zápasu 2:2 proti Palermu. Za měsíc nastoupil proti Juventusu (1:0) kapitánskou páskou. V první sezoně vstřelil 4 branky v lize a pomohl k 3. místu. V LM nastoupil do 6 utkání, ale v osmifinále jej vyřadila Barcelona.
Na začátku sezóny 2013/14, po rozloučení Ambrosiniho, se stal novým kapitánem. V LM prošel předkolem i základní skupinou, jenže v osmifinále byl vyřazen Atléticem. V lize skončil na 8. místě a následující sezoně dokonce až na 10. místě, ve které odehrál jen deset utkání. Sezona 2015/16 skončila 7. místem s 2016/17 opět odehrál kvůli zranění jen devět utkání.
Od léta 2017 ho ve funkci kapitána nahradila nová posila Leonardo Bonucci. V sezoně hrál velice málo a nastoupil celkem do 26 utkání. V Evropská liga UEFA 2017/2018|EL odehrál pět utkání i s předkolem a vstřelil dvě branky. V osmifinále jej vyřadil Arsenal. Trenér Gennaro Gattuso s ním již na následující sezonu nepočítal a tak do žádného utkání v sezoně 2018/19 nenastoupil. Na konci sezony po skončení smlouvy, ukončil fotbalovou kariéru ve věku 34 let. Za Rossoneri nastoupil do celkem 158 utkání a vstřelil 10 branek.

### Reprezentační
První utkání za reprezentaci odehrál 17. října 2007 proti Jižní Africe (2:0). Další zápas si připsal až po OH 2008, kde odehrál všechna čtyři utkání.
Zúčastnil se MS 2010, kde odehrál všechna tři utkání ve skupině, jenže dál do vyřazovacích bojů se nedostal. Další, ale lepší turnaj odehrál na ME 2012, kde pomohl ke stříbrným medailím. Ve čtvrtfinále odehrál celý zápas proti Anglii, ve které se muselo rozhodnout až na penalty. Riccardo svou penaltu neproměnil, ale i tak postoupili po výsledku 4:2 do semifinále. V semifinále přihrál Balotellimu na druhý gól a porazili tak Německo 2:1. Ve finále proti Španělsku se se svými spoluhráči neprosadil a prohráli 0:4.
Patřil mezi základní členy, jenže kvůli zraněním v roce 2014 zmeškal MS 2014 a poté i ME 2016. Poslední zápas odehrál 5. září 2017 proti Izraeli (1:0). Stihl tak odehrát 66 utkání ve kterých dal dvě branky.

## Přestupy
- z Atalanta BC do ACF Fiorentina za 5 500 000 Euro
- z ACF Fiorentina do AC Milan zadarmo

## Statistika

### Klubová
| Sezóna               | Klub                 | Liga                 | Liga   | Liga | Ligové poháry | Ligové poháry | Ligové poháry | Kontinentální poháry | Kontinentální poháry | Kontinentální poháry | Celkem | Celkem |
| Sezóna               | Klub                 | Soutěž               | Zápasy | Góly | Soutěž        | Zápasy        | Góly          | Soutěž               | Zápasy               | Góly                 | Zápasy | Góly   |
| -------------------- | -------------------- | -------------------- | ------ | ---- | ------------- | ------------- | ------------- | -------------------- | -------------------- | -------------------- | ------ | ------ |
| 2003/04              | Atalanta             | Serie B              | 41     | 4    | IP            | 1             | 0             | -                    | 0                    | 0                    | 42     | 4      |
| 2004/05              | Atalanta             | Serie A              | 32     | 3    | IP            | 6             | 0             | -                    | 0                    | 0                    | 38     | 3      |
| Celkem za Atalantu   | Celkem za Atalantu   | Celkem za Atalantu   | 73     | 7    | -             | 7             | 0             | -                    | 0                    | 0                    | 79     | 7      |
| 2005/06              | Fiorentina           | Serie A              | 20     | 1    | IP            | 4             | 0             | -                    | 0                    | 0                    | 24     | 1      |
| 2006/07              | Fiorentina           | Serie A              | 36     | 2    | IP            | 0             | 0             | -                    | 0                    | 0                    | 36     | 2      |
| 2007/08              | Fiorentina           | Serie A              | 34     | 2    | IP            | 2             | 0             | PU                   | 11                   | 1                    | 47     | 3      |
| 2008/09              | Fiorentina           | Serie A              | 34     | 4    | IP            | 0             | 0             | LM+PU                | 6+2                  | 0                    | 42     | 4      |
| 2009/10              | Fiorentina           | Serie A              | 36     | 2    | IP            | 4             | 0             | LM                   | 10                   | 1                    | 50     | 3      |
| 2010/11              | Fiorentina           | Serie A              | 29     | 2    | IP            | 0             | 0             | -                    | 0                    | 0                    | 29     | 2      |
| 2011/12              | Fiorentina           | Serie A              | 30     | 4    | IP            | 3             | 0             | -                    | 0                    | 0                    | 33     | 4      |
| Celkem za Fiorentinu | Celkem za Fiorentinu | Celkem za Fiorentinu | 219    | 17   | -             | 13            | 0             | -                    | 29                   | 2                    | 261    | 19     |
| 2012/13              | Milán                | Serie A              | 32     | 4    | IP            | 1             | 0             | LM                   | 6                    | 0                    | 39     | 4      |
| 2013/14              | Milán                | Serie A              | 29     | 3    | IP            | 1             | 0             | LM                   | 7                    | 0                    | 37     | 3      |
| 2014/15              | Milán                | Serie A              | 10     | 0    | IP            | 2             | 0             | -                    | 0                    | 0                    | 12     | 0      |
| 2015/16              | Milán                | Serie A              | 31     | 0    | IP            | 4             | 0             | -                    | 0                    | 0                    | 35     | 0      |
| 2016/17              | Milán                | Serie A              | 9      | 0    | IP+IS         | 0+0           | 0             | -                    | 0                    | 0                    | 9      | 0      |
| 2017/18              | Milán                | Serie A              | 18     | 1    | IP            | 3             | 0             | EL                   | 5                    | 2                    | 26     | 3      |
| 2018/19              | Milán                | Serie A              | 0      | 0    | IP+IS         | 2+0           | 0+0           | EL                   | 0                    | 0                    | 0      | 0      |
| Celkem za Milán      | Celkem za Milán      | Celkem za Milán      | 129    | 8    | -             | 11            | 0             | -                    | 18                   | 2                    | 158    | 10     |
| Celkově              | Celkově              | Celkově              | 421    | 32   | -             | 31            | 0             | -                    | 47                   | 4                    | 499    | 36     |

### Reprezentační

#### Statistika na velkých turnajích
| Reprezentace | Rok     | Zápasy             | Zápasy | Zápasy      | Zápasy           | Zápasy           | Zápasy            |
| Reprezentace | Rok     | Fáze turnaje       | Datum  | Soupeř      | Odehraných minut | Vstřelené branky | Výsledek          |
| ------------ | ------- | ------------------ | ------ | ----------- | ---------------- | ---------------- | ----------------- |
| Itálie       | OH 2008 | 1 zápas ve skupině | 7. 8.  | Honduras    | 90               | 0                | 3:0               |
| Itálie       | OH 2008 | 2 zápas ve skupině | 10. 8. | Jižní Korea | 90               | 1                | 3:0               |
| Itálie       | OH 2008 | 3 zápas ve skupině | 13. 8. | Kamerun     | 90               | 0                | 0:0               |
| Itálie       | OH 2008 | Čtvrtfinále        | 16. 8. | Belgie      | 90               | 0                | 2:3               |
| Itálie       | MS 2010 | 1 zápas ve skupině | 14. 6. | Paraguay    | 90               | 0                | 1:1               |
| Itálie       | MS 2010 | 2 zápas ve skupině | 20. 6. | Nový Zéland | 90               | 0                | 1:1               |
| Itálie       | MS 2010 | 3 zápas ve skupině | 24. 6. | Slovensko   | 56               | 0                | 2:3               |
| Itálie       | ME 2012 | 2 zápas ve skupině | 14. 6. | Chorvatsko  | 27               | 0                | 1:1               |
| Itálie       | ME 2012 | Čtvrtfinále        | 24. 6. | Anglie      | 120              | 0                | 0:0 (4:2 na pen.) |
| Itálie       | ME 2012 | Semifinále         | 28. 6. | Německo     | 64               | 0                | 2:1               |
| Itálie       | ME 2012 | Finále             | 1. 7.  | Španělsko   | 56               | 0                | 0:4               |

#### Reprezentační branky
| Gól | Datum        | Stadion                         | Soupeř    | Skóre | Výsledek | Soutěž                 |
| --- | ------------ | ------------------------------- | --------- | ----- | -------- | ---------------------- |
| 010 | 10. 8. 2011  | Stadio San Nicola, Bari, Itálie | Španělsko | 1:0   | 2:1      | Přátelské utkání       |
| 02  | 16. 10. 2012 | San Siro, Milán, Itálie         | Dánsko    | 3:1   | 3:1      | Kvalifikace na MS 2014 |

## Úspěchy

### Klubové
- vítěz italského superpoháru (1x)

Milán: 2016

### Reprezentační
- 1× účast na MS (2010)
- 1× účast na ME (2012 - stříbro)
- 2× účast na ME 21 (2006, 2007)
- 1× účast na OH (2008)
- 2× účast na konfederačním poháru (2009, 2013 - bronz)

### Individuální
- 1× nejlepší mladý hráč Serie A 2006/07